# 马雷 (城市)

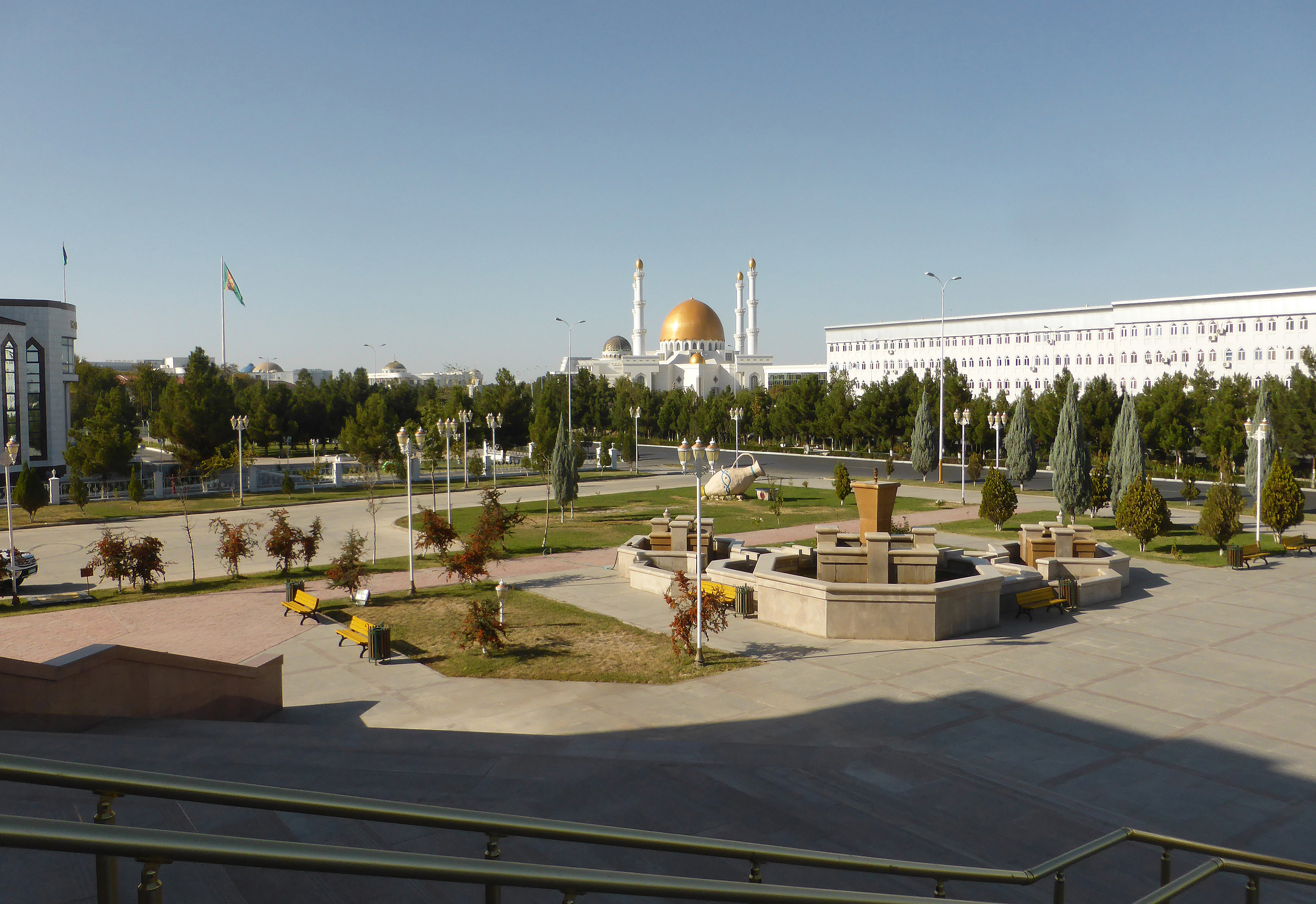
马雷

马雷，土库曼斯坦马雷州首府，近阿富汗边境，梅尔夫古城在其郊外。
1884年，俄國占領马雷，進而引發了「潘傑赫事件」（Panjdeh Incident），此舉使日漸緊張的英俄關係瀕臨戰爭邊緣。直至次年，雙方才達成協議，將马雷正式劃歸俄國所有。
马雷的经济原以棉花种植为主，后于1968年发现天然气后成为矿业重镇。马雷现为土库曼斯坦第四大城市和重要外贸口岸之一，人口约123000人（1999年）。

## 友好城市
- 土耳其伊斯坦布尔
- 沙特阿拉伯吉达